# 大應慈天后宮

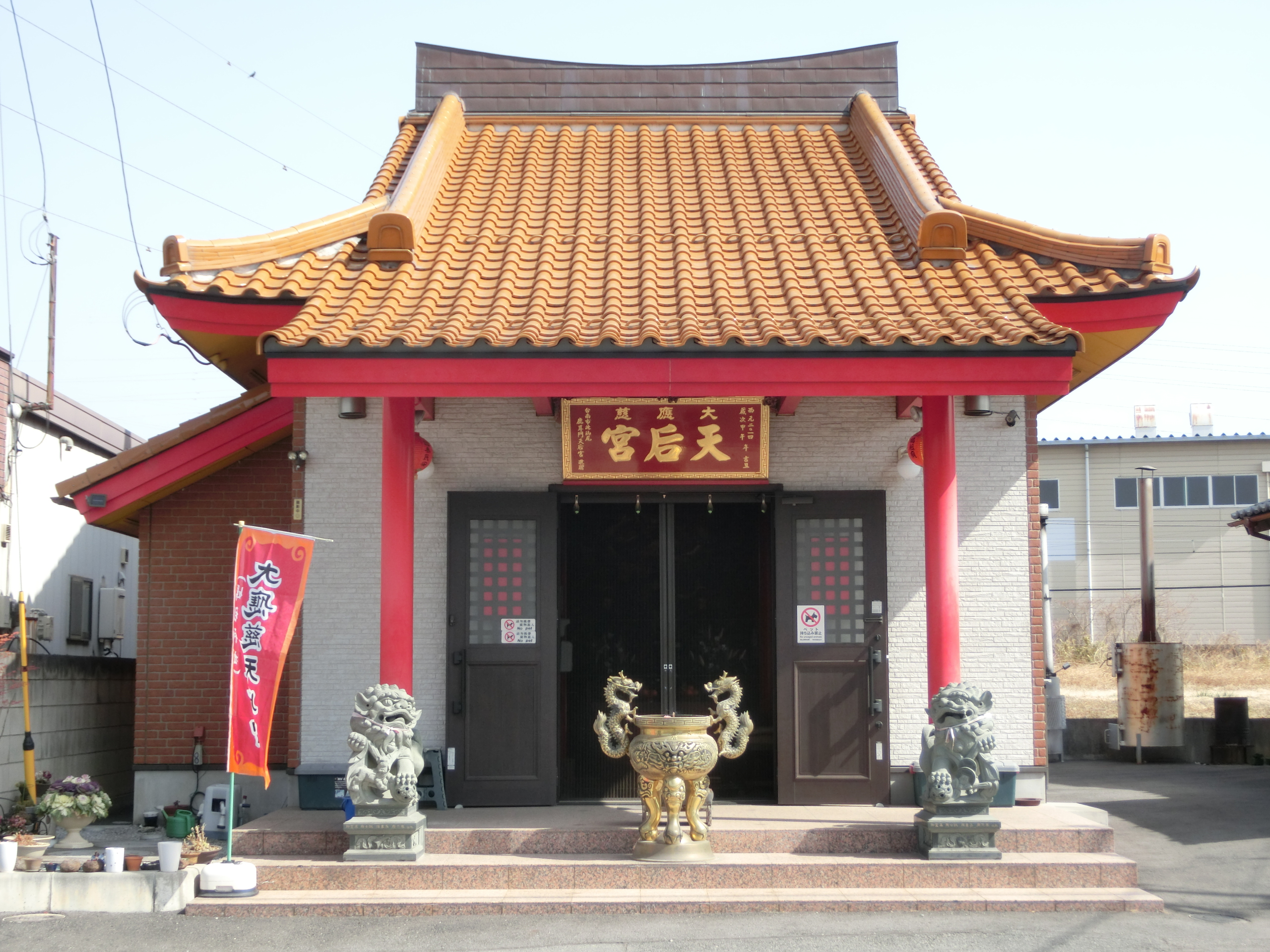
大應慈天后宮

大應慈天后宮（だいおうじてんこうぐう）とは、群馬県高崎市にある媽祖をまつる媽祖廟。

## 概要
大應慈天后宮はある台湾人の個人が、神への願いがかなったお礼のために立てた媽祖廟である。大應慈天后宮にまつられている媽祖は台湾台南市にある鹿耳門天后宮という大きな媽祖廟から分霊されたもの。鹿耳門天后宮のウェブサイトによると、大應慈天后宮の開廟経緯は下記のようにある。
ある台湾人女性が1981年に日本人男性と結婚し、群馬県高崎市でアパレル事業を共同で行っていたという。結婚後しばらくしてから胃癌が見つかったが、媽祖のおかげでいずれ良くなると神託があり、実際に病状が好転したという。二人は媽祖を信仰し日本に奉りたいと思うようになり、1990年に高崎市の自宅近くに大應慈天后宮を建立したという。また、配偶者の男性は1993年より、早朝に神託を受けることが続き、それを機に鹿耳門天后宮で修業をして、同宮として初の日本人タンキーになったという。外国人がタンキーになることは珍しいため、台湾の一部メディアで報道された。
大應慈天后宮は住宅街の片隅にある、建坪数坪程度の小さな廟である。昼間に開廟している。受付等はなく、誰でも自由に参拝できる。

## 祭神
媽祖、福徳正神、註生娘娘、他。

## 所在地
群馬県高崎市倉賀野町3408-5

## 交通
- 倉賀野駅から2km
- 北藤岡駅から3km
- 藤岡インターチェンジから4km